# Grötzinger Bergwald-Knittelberg
Das Landschaftsschutzgebiet Grötzinger Bergwald-Knittelberg ist ein großes zusammenhängendes Waldgebiet in Karlsruhe. Es hat eine Fläche von 275,3 Hektar. 

## Lage und Charakteristik
Das Landschaftsschutzgebiet liegt in der Karlsruher Berghangzone nordöstlich von Grötzingen zwischen den Bundesstraßen 3 und 293 bis zur Stadtgrenze gegenüber der Gemeinde Pfinztal. Zum Landschaftsschutzgebiet gehören die Walddistrikte "Grötzinger Bergwald", "Großer Wald" sowie die Gewanne Schaffenäcker, Im Löwlensgrund (teilweise), im Schweinsgrund, Am Schlangenberg, Im Rosengarten, Im Sohlengrund, Auf dem Rotberg, Am Rotberg, Am Münchsberg, Auf der Lug, Ob dem Kegelsgrund, Im Facken, Am Kegelsgrund (teilweise), Im Rötel, Im oberen Scheelweg, Im obern Lichtenberg, Im untern Lichtenberg, Im Gandert, Mittlere Hirschenhälden, Obere Hirschenhälden, An der Hattenkellen, In der finstern Werre, Im Wäldele, Auf dem Knittelberg, An der Kaisergrub, Rote Äcker, Bei der Werren, Silzäcker, Klingenäcker, Sandäcker (teilweise), Am Schiffgraben (teilweise) und am Saumhang.
Das Gebiet besteht aus artenreichen Buchenwäldern auf Löss und Lösslehm über Muschelkalkböden in naturnaher Ausprägung. Es handelt sich um eine Kulturlandschaft von hoher ökologischer Bedeutung. Die kleinteiligen Nutzungen und Landschaftselemente mit Äckern, frischen Wiesen – Halbtrockenrasen, zahlreichen Brachen verschiedenen Alters, Hecken, Feldgehölzen, Hohlen, Felsköpfen und Felsbändern – bilden Habitate für zahlreiche Arten gefährdeter Tier- und Pflanzenarten. Das Gebiet ist als Naherholungsgebiet durch PKW-Verkehr in zuführenden Hohlwegen punktuell belastet und erfordert einen großen Pflegeaufwand.
Der Knittelberg im Süden des Schutzgebiets erreicht eine Höhe von 222 Metern. Auf ihm befinden sich Überreste eines Verteidigungsbunkers. Das Knittelberghaus, ein Naturfreundehaus mit Übernachtungsmöglichkeit, liegt in der Straße Reithohl. Höchste Erhebung ist der Silzberg mit einer Höhe von 246 Metern.
Innerhalb des Landschaftsschutzgebiets liegt die seit 1997 geschlossene Mülldeponie Grötzingen.

## Geschichte
Landschaftsschutz besteht seit dem Januar 1988.